# الجمعية الأورومتوسطية الإقليمية والمحلية
الجمعية الأورومتوسطية الإقليمية والمحلية (ARLEM) هي التجمع المشترك الدائم الذي يضم السلطات المحلية والإقليمية من الشواطئ الثلاثة للبحر الأبيض المتوسط، وقد تم تصميم هذه الجمعية لتوفير إطار مؤسسي لجمع أعضاء مجلس النواب وممثلي الجمعيات الأوروبية المشاركة في التعاون الأورومتوسطي مع نظرائهم من الشركاء المتوسطيين في هيئة مشتركة دائمة.
في الجلسة الافتتاحية التي عقدت في يناير 2010، أكد رؤساء بلديات المدن الكبرى وممثلو المناطق من الاتحاد الأوروبي وبلدان المتوسط الشريكة على ضرورة تجاوز العلاقات الدبلوماسية التقليدية القائمة من خلال إطلاق برامج تعاون ملموس بشأن قضايا مثل إزالة التلوث من البحر الأبيض المتوسط والحماية المدنية والطاقات البديلة والتعليم العالي ومراكز البحوث والجامعات الأورومتوسطية ومبادرة تطوير الأعمال المتوسطية والطرق السريعة البحرية والبرية.

## تاريخ الجمعية
في أعقاب إنشاء الاتحاد من أجل المتوسط في قمة باريس تموز/يوليو 2008، قدمت لجنة الأقاليم اقتراحاً لرؤساء الدول والحكومات لخلق جمعية للجمعيات الأورومتوسطية الإقليمية والمحلية.
أقام أعضاء الجمعية الأورومتوسطية الإقليمية والمحلية الجلسة العمومية الثانية في أغادير (المغرب) في 29 يناير 2011.